# 山崎屋平八
山崎屋 平八（やまざきや へいはち、生没年不詳）とは江戸時代の江戸の地本問屋。

## 来歴
山青堂と号す。享和から文政8年（1825年）ころに江戸の筋違御門外神田平永町角代地元右衛門店において地本問屋を営業している。文政8年ころに事業に失敗して破産、版木を美濃屋甚三郎に譲っている。葛飾北斎、柳川重信、渓斎英泉が挿絵を描いた読本、人情本の出版をしている。

## 作品
- 葛飾北斎 『蜑捨草』 読本 山家人広住作 享和3年序 合梓
- 柳川重信、渓斎英泉 『南総里見八犬伝』第一輯‐第五輯 読本 滝沢馬琴作 文化11年‐文政6年
- 渓斎英泉 『蘆仮寝物語』 人情本 二世南杣笑楚満人作 文政8年刊行 文英堂と合梓